# Алмош
Алмош (на унгарски: Álmos) (ок. 820 – ок. 895) е полулегендарен вожд, предводител на съюза унгарските племена (надфейеделем) в 9 век.

## Живот
Информация за Алмош има само в Gesta Hungarorum („Деяния на унгарците“), известен летопис от края на 12 век, в Chronicon Pictum 13 век и в няколко други манускрипта. Алмош е син на Идьек или Елода. Според легендата майката на Алмош, Емеше, вижда в съня си митичната птица Турул, която я запложда и ѝ предсказва, че от нея ще произлязат много велики крале. Легендата по такъв начин обяснява името на Алмош, идващо от унгарската дума àlom – „сън“.
Според средновековните хроники Алмош е провъзгласен за вожд на седемте унгарски племена, живеещи край Черно море (Етелкьоз, или Ателкуза; Etelköz) под властта на хазарите. Понякога от текста на Началната руска летопис („Минаха угрите през Киевската планина, която сега се нарича Угорска, стигнаха до река Днепър и заживяха в шатри: отидоха по същия начин, както сега половците [куманите]“) се прави извода, че Олмош (тоест Алмош) оглавява маджарските племена при прехода край Киев и даже може би е основателят на църквата „Свети Николай“ на могилата на Асколд. Това обаче е малко вероятно, както поради хронологичното несъответствие, така и поради езическото вероизповедание на Алмош и тогавашните унгарци.
Авторът на Gesta Hungarorum утвърждава, че при Алмош започва движението на угрите през Карпатите, и по-точно победен и убит е ужгородския княз Лаборец. През 895 г. унгарците, начело с Алмош, влизат в съюз с византийския император Лъв VI, нахлуват в България, но са разбити в битка при Южен Буг от българския цар Симеон I и съюзниците му печенеги. Това принуждава Алмош да напусне земите край Черно море и да мигрира в района на съвременна Унгария. Този поход е оглавен вече от сина на Алмош, Арпад, родоначалник на династията на Арпадите. Самият Алмош след поражението от българите и печенегите е или убит, или принесен ритуално в жертва поради загубата.